# Ивановци (Валпово)
Ивановци су насељено место у саставу града Валпова у Осјечко-барањској жупанији, Република Хрватска.

## Историја
До територијалне реорганизације у Хрватској налазили су се у саставу старе општине Валпово.

## Становништво
На попису становништва 2011. године, Ивановци су имали 460 становника.

## Попис1991.
На попису становништва 1991. године, насељено место Ивановци је имало 530 становника, следећег националног састава:
| Попис 1991.‍  | Попис 1991.‍  | Попис 1991.‍ | Попис 1991.‍ | Попис 1991.‍ |
| ------------ | ------------ | ----------- | ----------- | ----------- |
|              |              |             |             |             |
| Хрвати       | Хрвати       |             | 521         | 98,30%      |
| Срби         | Срби         |             | 2           | 0,37%       |
| Југословени  | Југословени  |             | 1           | 0,18%       |
| неопредељени | неопредељени |             | 1           | 0,18%       |
| непознато    | непознато    |             | 5           | 0,94%       |
| укупно: 530  |              |             |             |             |